# مايكروسوفت فورفرونت تي أم جي
مايكروسوفت فورفرونت تي أم جي (بالإنجليزية: Microsoft Forefont  Threat Management Gateway)‏ هي برمجيات أصدرتها شركة مايكروسوفت منذ التسعينيات 1996 والتي دورها الأساسي حماية نطاق حواسب في مؤسسات صغيرة أو كبيرة من الهجمات الخارجية كانت من الأنترنت.
والتي تجعل المستخدمين يتمتعون باستخدام الحواسيب والانترنت بدون أي خوف على بياناتهم.

## نبذة عن برنامج
(بالإنجليزية: ISA Server)‏هو اختصارا للجمله (بالإنجليزية: Internet Security and Acceleration)‏

## عمله
1. حماية الشبكة من القرصنة ومن الفيروسات بواسطة المرشحات أو الفلاتر التي يحويها البرنامج
2. إمكانية إضافة برامج (كبرامج الفيروسات وبرامج حجب المواقع) التي تعمل جنباً إلى جنب مع برنامج ISA SERVER
3. برنامج ISA SERVER سرعته أفضل ب 11 مره من البرنامج Microsoft Proxy 2.0
4. سهل الاستخدام والإدارة فعن طريق ISA تستطيع أن تحدد لكل مستخدم سواء دخول أو برامج أو تشغيل برامج والجديد في هذا الإصدار تستطيع التحكم في الباندويتث لكل مستخدم.
5. تستطيع عن طريق برنامج ISA SERVER التحكم فيBandwidth والتحكم في Traffic سواء كان download أو upload وبذلك تكون النتيجة عدم وجود ضغط على الشبكة.
6. بالإضافة إلى Firewall و Cache فإن ISA SERVER يقدم لك خدمات أخرى مثل (الدخول – التقارير – الرقابة – تحكم باندويث – قوة تنبيهات لأي أعطال أو أخطاء)
7. برنامج ISA يستطيع العمل على أنظمة متعددة ولكن أفضل استخدام له هو على windows 2003 server و windows 2000 server

## النسخ

### Microsoft Proxy Server
النسخة الأولى 1.0 ظهرت في 1996 والنسخة الثانية 2.0 تبعتها في 1997

### ISA 2000
النسخة الداخلية هي 3.0

### ISA 2004
النسخة الداخلية تحمل رقم 4.0

### ISA 2006
أصدرتها مايكروسوفت في 17 أكتوبر 2006 وهي تحديث للنسخة السابقة ISA 2004 مع الحفاظ عل كامل الصلاحيات تقريبا

### Microsoft Forefront TMG 2010
أصدرته مايكروسوفت في 17 نوفمبر 2009 مبني على أساس ISA 2006 ويعغتمد حماية أكثر فعالية للوب يعمل بهندسية X64 فقط ويتم تركيبه على خوادم ويندوز سيرفر 2008 R2 وويندوز سيرفر 2008 لا يعمل على ويندوز سيرفر 2012

## وصلات خارجية
- Forefront Threat Management Gateway 2010